# Горжий, Владимир Максимович
Владимир Максимович Горжий (укр. Володимир Максимович Горжий; род. 18 декабря 1937) — советский и украинский спортсмен и тренер — Заслуженный тренер УССР (1979) и СССР (1990).

## Биография
Родился в 1937 году в Николаеве.
Окончил николаевскую среднюю школу № 15. Занимался акробатикой под руководством В. П. Скачедуба. После службы в Советской армии Владимир Скачедуб посоветовал Горжию идти на тренерскую работу. Последовав этому совету, одновременно с работой с 1956 года тренером в николаевском ПТУ № 1, Владимир учился на факультете физвоспитания Николаевского педагогического института (ныне Николаевский национальный университет имени В. А. Сухомлинского), который окончил в 1960 году.
В 1961 году Горжий пришёл работать тренером по акробатике в николаевскую ДЮСШ-1, и в 1969 году вывел команду города в чемпионы Украины. В 1970-х годах он основал николаевскую школу прыжков на батуте, где вместе со своей женой — Людмилой Горжий — подготовил Викторию Беляеву (первая чемпионка СССР и Европы из Николаева, призёр чемпионатов мира), Елену Коломиец (неоднократная чемпионка мира и Европы), Сергея Буховцева (чемпион Европы и обладателя Кубка мира), а также более 50 чемпионов и призёров официальных международных соревнований.
Спустя десять лет после распада СССР, в Николаеве начался новый этап в развитии батутного спорта. В городе был создан центр подготовки спортсменов по прыжкам на батуте под руководством Владимира Горжия, его помощником стала жена Людмила. Их воспитанниками стали выдающиеся батутисты — Оксана Цигулёва, Елена Мовчан и Юрий Никитин. Однако после Олимпийских игр 2004 года центр подготовки был перенесён в Харьков, возглавил его Сергей Соломатин.
В 2001 году Владимир и Людмила Горжий получили почётные знаки «Горожанин года» в номинации «Физкультура и спорт» (2001). В 2010 году этот же знак снова получил Владимир Горжий.

## Награды
- Медаль «За доблестный труд» (СССР).
- Орден «За заслуги» III степени (Украина).
- Почётный гражданин Николаева (2011).